# Смбат I Саакян
Смбат I Саакян (арм. Սմբատ Ա Սահակյան) (год. рожд. неизв. — 998) — первый царь Сюникского царства примерно с 987 по 998 годы.

## Биография
Был сыном князя Саака, одного из четырёх сыновей сюзерена Ашота Сюни. В качестве князя с 963 года владел гаварами (областями) Цхук и Балк до реки Акера. Около 976—980 годов стал сюзереном рода Сюни, распространяя свою власть почти над всем Сюником. В 987 году, используя временное ослабление Анийского царства, с помощью Раввадида Абу-л-Хайджа и Арцахских князей объявил Сюник царством (за исключением областей вокруг Севана, а также Ернджака). Как пишет историк Сюника Степанос Орбелян: «…короновали того прекрасного мужа, армянина Смбата — владыки Сюника». Смбат I сформировал государственную структуру нового царства, основывал суды, модернизировал армию, благоустраивал и укреплял крепости.
После смерти Абу-л-Хайджа уже в 988 году признал вассальную зависимость от Анийских Багратидов. В 991—992 годах царь Гагик I аннексировал у своего вассала области Вайоц-Дзор, Чахук и север Цхука, после чего Сюникское царство впредь должно было ограничиваться только южной частью исторического Сюника. Взамен Смбат получил Ернджак, освобожденный обратно от Голтнского эмирата.
После смерти Смбата I в 998 году власть над Сюнийским царством унаследовал его сын Васак. Похоронен в Татеве.